# Шевченківський словник
Шевченківський словник — енциклопедичний словник, своєрідний підсумок розвитку шевченкознавства в УРСР. Він містить багатосторонні відомості про життя та творчість Тараса Григоровича Шевченка — поета і художника. Широко подано відомості про літературну та художню творчість Шевченка.
Вміщено окремі статті про кожний його літературний твір і більшість мистецьких творів. Шевченківський словник — багатоілюстроване видання, в якому подано репродукції багатьох малярських творів Шевченка, автографи творів поета, фото видань його творів, карти, фото місць перебування Шевченка.
Всього подано близько 1000 ілюстрацій, зокрема 63 ілюстраційні таблиці на вклейках, з яких 20 — кольорові.
Відповідальний редактор: Євген Прохорович Кирилюк.